# 於大まつり
於大まつり（おだいまつり）は、愛知県知多郡東浦町で毎年4月の第3土曜日に開催されるイベント。1994年3月、八重桜の植樹など明徳寺川沿いの整備が完成し、緒川城で生まれて6歳ごろまで町内で暮らしたとされる於大の方にちなんで「於大のみち」と名付けられた。於大のみちの完成を記念して同年4月18日から24日にかけて第1回「東浦於大まつり」が開催された。現在の名称は「於大まつり」。時代行列を中心とし、各地の会場で様々な催しが行われる。

## 概要・沿革

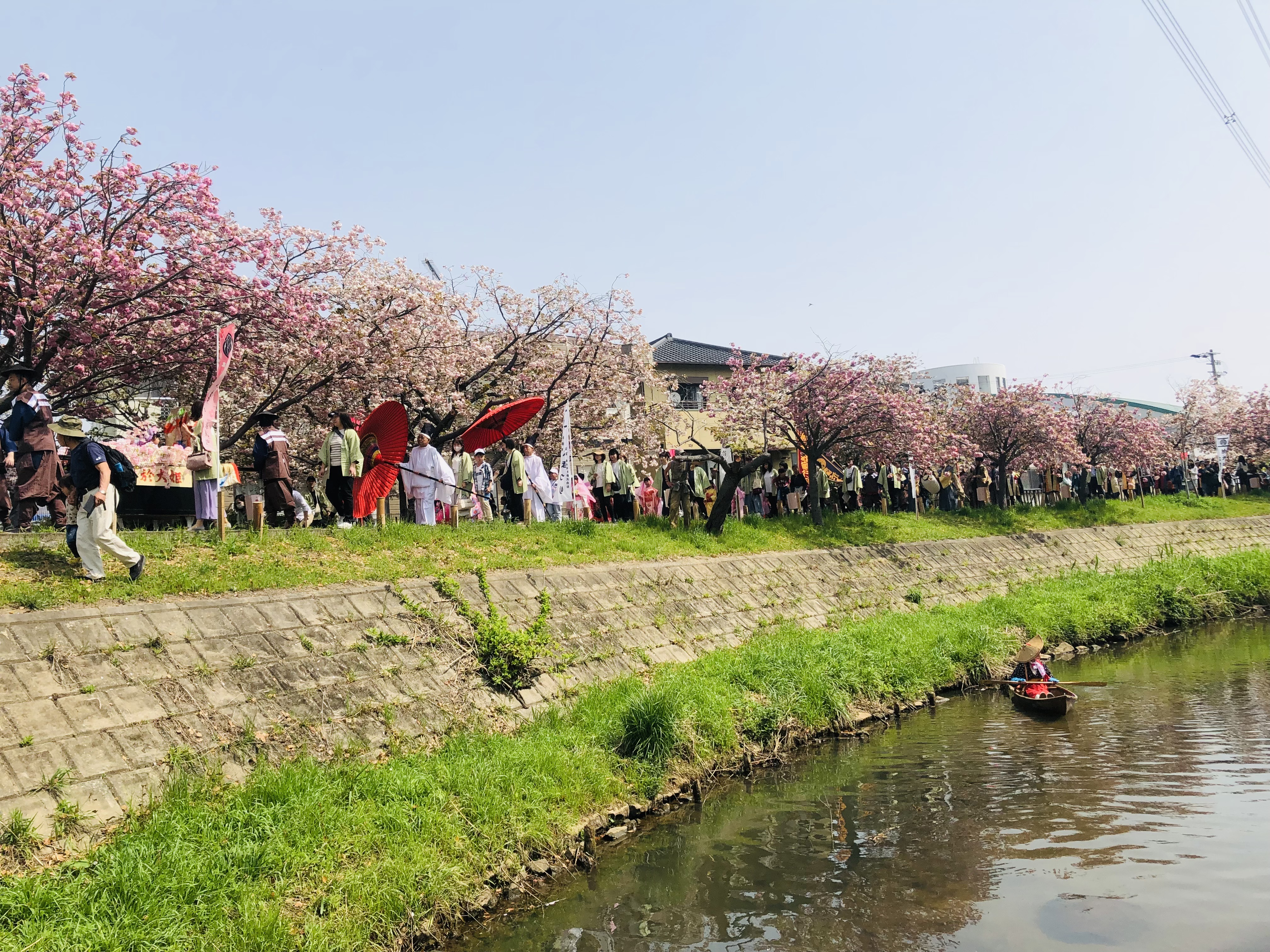
20種類約600本の八重桜が植えられている明徳寺川の川沿い。この「於大のみち」の生い立ち広場から乾坤院まで約2キロを行列をする。

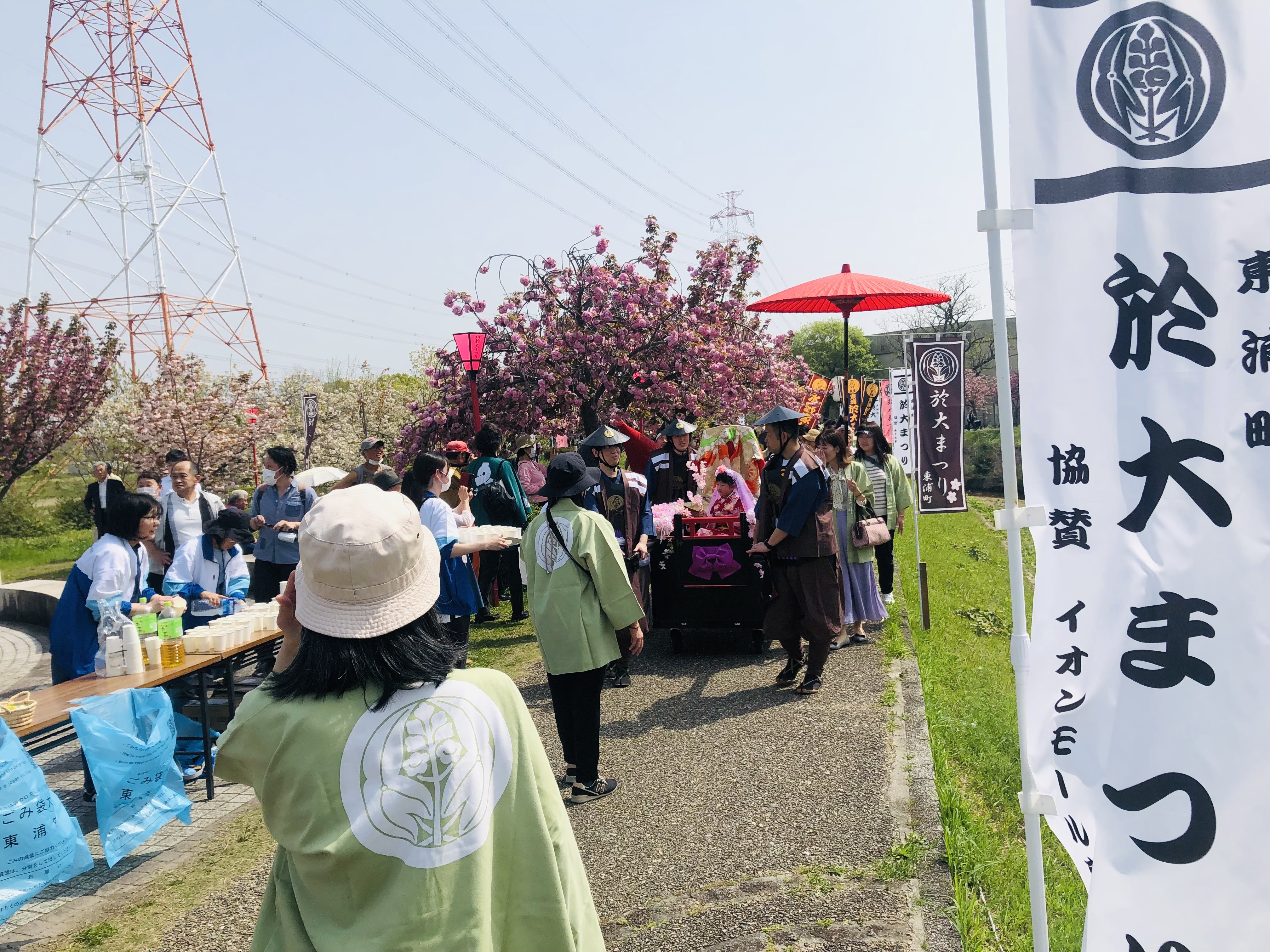
於大行列

1989年度に国が実施したふるさと創生一億円事業において、東浦町は全町民を対象にアイデアを募集。歴史と文化をテーマにした春祭りの開催と明徳寺川沿いへの桜の散策路の設置が決定した。1994年3月までに「楊貴妃」「嵐山」「一葉」「松月」「禄寿」「関山」「鬱金」「有明」「八重紅枝垂」「普賢象」など9種類、423本の八重桜が植樹され、川沿いにモニュメント、休憩室、芝生広場などが整備された。徳川家康の母親として知られる於大の方は緒川城内の屋形で生まれ、6歳で刈谷へ移住するまで尾張国知多郡小河（現・東浦町緒川）で暮らした。於大の方にちなみ、明徳川沿いの散策路は「於大のみち」と命名された。なお現在、於大のみちには20種類約600本の八重桜が植えられている。
1994年4月18日から24日にかけて第1回「東浦於大まつり」が開催された。最終日の24日に行われた時代行列では、抽選で選ばれた町内の女児が於大姫と侍女10人に扮した。於大行列のあとに続く水野家行列では、同じく抽選で選ばれた町内の成人男性が水野信元、水野忠守、徳川家康、織田信長などに扮した。
1995年の第2回東浦於大まつりは4月15日から5月7日にかけて開催された。4月30日には「宇宙への夢展特別講演会」と題して松本零士の講演が於大公園水上ステージで行われた。
2023年の於大まつりは、30周年を記念して、前夜祭として、4月14日夜に於大のみちで「夜桜と竹灯籠宵まつり」が行われた。東浦竹灯籠の会の会員24人が竹を間伐し、500本以上の竹灯籠を制作した。4月15日の当日は雨天のため於大行列などは中止となったが、水野家宗家当主の水野勝之、德川記念財団理事の徳川典子、本多忠勝の末裔の本多大将らによるトークショーが東浦町文化センターで行われた。
2025年の於大まつりは、4月19日に開催された。東浦町出身の小坂井祐莉絵、アイドル声優ユニット「知多娘。」、ご当地キャラクター「おだいちゃん」の三者によるコラボイベントが於大公園の本丸ステージと二ノ丸ステージで行われた。